# 重铬酸钾
重铬酸钾（英語：potassium dichromate）又名二鉻酸鉀，是一种有毒且有致癌性的强氧化剂，化学式為K2Cr2O7，在室温下为橙红色固体。它被国际癌症研究机构划归为第一类致癌物质，而且是强氧化剂，在实验室和工业中都有很广泛的应用。
酸性溶液中重铬酸根还原为铬(III)离子的半反應式为：
{\displaystyle {\rm {\ Cr_{2}O_{7}^{2-}+14H^{+}+6{\mathit {e}}^{-}\rightarrow 2Cr^{3+}+7H_{2}O}};\ \ \varphi ^{\ominus }=1.36\ {\rm {V}}}

## 制备
由重铬酸钠与氯化钾混合以后通过重结晶分离得到纯品。
K2Cr2O7 → 2 K+ + Cr
2O2−
7
Cr
2O2−
7 + H2O ⇌ 2 CrO2−
4 + 2 H+

## 物理性质
橙红色三斜晶系板状结晶体。有苦味及金属性味。密度2.676g/cm3。熔点398℃。稍溶于冷水，水溶液呈酸性，易溶于热水，不溶于乙醇。有剧毒。
水中溶解度：0℃，4.3；20℃，11.7；40℃，20.9；60℃，31.3；80℃，42.0；100℃，50.2

## 化学性质
重铬酸钾是一种强氧化剂，加热到241.6℃时三斜晶系转变为单斜晶系，强热约500℃时分解为三氧化二铬和铬酸钾。不吸湿潮解，不生成水合物（不同于重铬酸钠）。遇浓硫酸有红色针状晶体铬酸酐析出，对其加热则分解放出氧气，生成硫酸铬，使溶液的颜色由橙色变成绿色。

### 复分解反应
在重铬酸钾的溶液中加入Ba2+、Pb2+和Ag+时，形成相应的铬酸盐沉淀：
2 Ba2+ + Cr2O72- + H2O ⇌ 2 BaCrO4↓ + 2H+
2 Pb2+ + Cr2O72- + H2O ⇌ 2 PbCrO4↓ + 2H+
4 Ag+ + Cr2O72- + H2O ⇌ 2 Ag2CrO4↓ + 2H+

### 氧化反应
在酸性溶液中，重铬酸钾是强氧化剂，可以和许多还原性物质反应，自身被还原为Cr3+：
K2Cr2O7 + 6 KI + 7H2SO4 → Cr2(SO4)3 + 3 I2 + 7 H2O + 4 K2SO4
K2Cr2O7 + 3 K2SO3 + 4 H2SO4 → Cr2(SO4)3 + 4 K2SO4 + 4 H2O
K2Cr2O7 + H2SO4 + 3SO2 → K2SO4·Cr2(SO4)3 + H2O
K2Cr2O7 + 3 H2S + 4 H2SO4 → Cr2(SO4)3 + 3 S↓ + 7 H2O + K2SO4
K2Cr2O7 + 3 NaNO2 + 4 H2SO4 → 3 NaNO3 + Cr2(SO4)3 + K2SO4 + 4 H2O
K2Cr2O7 + 6 KBr + 7 H2SO4 → Cr2(SO4)3 + 4 K2SO4 + 3 Br2 + 7 H2O
5 K2Cr2O7(浓) + 6 KI —煮沸→ 8 K2CrO4 + Cr2O3 + 3 I2
因此分析化学上，重铬酸钾被用来作氧化剂来测定铁的含量：
K2Cr2O7 + 6 FeSO4 + 7 H2SO4 → 3 Fe2(SO4)3 + Cr2(SO4)3 + K2SO4 + 7 H2O
需要注意的是，重铬酸钾可以和热的浓盐酸反应，放出氯气：
K2Cr2O7 + 14 HCl(浓) → 2 CrCl3 + 2 KCl + 3 Cl2↑ + 7 H2O
若鹽酸濃度較低，則可能生成橘紅色的氯鉻酸鉀 : 
K2Cr2O7 + 2 HCl(較稀) → 2 KCrO3Cl + H2O
在高温下，重铬酸钾可以被硫、碳等单质还原：
K2Cr2O7 + S → Cr2O3 + K2SO4
K2Cr2O7 + 2 C → Cr2O3 + K2CO3 + CO↑
在有机反应中，重铬酸钾-硫酸可以将伯醇氧化成醛，若继续反应，则醛进一步被氧化为羧酸。而叔醇的反应则是先被硫酸脱水，再被重铬酸钾氧化。苯酚等酚类也能被酸化的重铬酸钾氧化，如产生黄色的对苯醌。

### 过氧化物的形成
重铬酸钾能和冷的过氧化氢反应，形成深藍色且不穩定的过氧化铬：
Cr2O72- + 4 H2O2 + 2 H+ → 2 CrO5 + 5 H2O
该化合物可以被乙醚或異戊醇萃取。

### 铬酸根的形成
重铬酸钾在碱性条件下会转化为铬酸钾：
K2Cr2O7 + 2 KOH → 2 K2CrO4 + H2O
和浓、热的氨水反应，冷却后得到复盐：
K2Cr2O7 + 2 NH3·H2O(浓、热) —冷却→ 2 NH4KCrO4 + H2O
和碳酸钾反应，也能形成铬酸钾：
K2Cr2O7 + K2CO3 → 2 K2CrO4 + CO2↑

### 铬酰盐的形成
重铬酸钾在硫酸的作用下与其他物质反应可以形成铬酰盐，如：
K2Cr2O7 + 2 CaF2 + 3 H2SO4(发烟) —Δ→ 2 CrO2F2 + 2 CaSO4 + K2SO4 + 3 H2O
K2Cr2O7 + 4 KCl(适量) + 3 H2SO4(过量) —Δ→ 2 CrO2Cl2↑ + 3 K2SO4 + 3 H2O

## 应用
有机合成中，根据条件不同，重铬酸钾可将醇氧化为醛、羧酸或酮，同时颜色由橙红色变为铬离子的绿色。也可用于鉴别醛和酮。
在实验室用来配置铬酸洗液清洗玻璃器皿。酸化的重铬酸钾可将乙醇氧化并变色，以检验司机是否酒后驾驶。

## 外部連結
- Potassium Dichromate （页面存档备份，存于） at The Periodic Table of Videos（英语：The Periodic Table of Videos） (University of Nottingham)
- International Chemical Safety Card 1371 （页面存档备份，存于）
- National Pollutant Inventory – Chromium VI and compounds fact sheet
- NIOSH Pocket Guide to Chemical Hazards （页面存档备份，存于）
- IARC Monograph "Chromium and Chromium compounds"
- Gold refining article listing color change when testing metals with Schwerter's Solution （页面存档备份，存于）